# Cor van der Velde
Cor van der Velde (Rotterdam, 7 september 1894 - 21 november 1976) was een Nederlandse voetballer uit de (succesvolle) beginperiode van Feijenoord.
Van der Velde werd op zijn 18de lid van Feyenoord en kwam vanaf 1919 uit in het eerste. Hij speelde jarenlang op linkshalf en was van de partij tijdens de promotie naar de Eerste klasse in 1921 en het eerste landskampioenschap van 1924. Hij maakte in 87 wedstrijden slechts één doelpunt.
Nadat Van der Velde gestopt was met voetballen in 1927 was hij nog een tijdlang grensrechter. In het dagelijks leven was Van der Velde werkzaam als bankwerker. In 1929 werd hij benoemd tot Lid van Verdienste voor zijn werkzaamheden bij de technische commissie, ballotagecommissie en de elftalcommissie.
Cor van der Velde was een kind van Rotterdam-Zuid. Hij woonde jarenlang op de Brielselaan 260 en verhuisde later naar IJsselmonde.